# Imperi Inca
L'Imperi Inca (Tahuantinsuyo o Tawantin suyu, en ortografia quítxua clàssica o moderna) fou una entitat política creada per la civilització inca, una de les tres grans civilitzacions d'Amèrica. A partir d'uns orígens petits al segle xiii, al voltant de la vall de l'Urubamba i l'Apurímac, es formà al llarg del segle xv un poderós imperi que dominà tota la regió andina. La seva caiguda es produí al segle xvi amb l'arribada dels conquistadors espanyols. En el moment de màxima expansió, cap al 1530, l'Imperi controlava les zones andines i les costes pacífiques dels territoris que corresponen actualment al Perú, l'Equador, Bolívia i la meitat nord de Xile, així com extensos territoris de l'Argentina i una petita zona de Colòmbia. Va abastar prop de 2 milions de quilòmetres quadrats entre l'oceà Pacífic i la selva amazònica, des de la rodalia de San Juan de Pasto al nord fins al riu Maule al sud. Els orígens de l'imperi es remunten a la victòria de les ètnies cusquenyes, liderades per Pachacútec, enfront de la confederació d'estats chancas el 1438. Després de la victòria, l'Imperi Inca va ser reorganitzat per Pachacútec, amb qui l'Imperi Inca va iniciar una etapa de contínua expansió, que va prosseguir amb el seu germà Cápac Yupanqui, després per part del desè inca Túpac Yupanqui, i finalment de l'onzè inca Huayna Cápac, que va consolidar els territoris. En aquesta etapa la civilització incaica va aconseguir la màxima expansió de la seva cultura, tecnologia i ciència, desenvolupant els coneixements propis i els de la regió andina, així com assimilant els elements culturals i tecnològics d'altres estats conquerits. Després d'aquest període d'apogeu, l'imperi va entrar en declivi per diversos problemes; el problema principal va ser la confrontació pel tron entre els fills de Huayna Cápac: els germans Huàscar i Atahualpa, que va derivar fins i tot en una guerra civil. Finalment Atahualpa venceria el 1532. No obstant això, el seu ascens al poder va coincidir amb l'arribada de les tropes espanyoles al comandament de Francisco Pizarro, que van capturar l'inca i després el van executar. Amb la mort d'Atahualpa el 1533 va culminar l'Imperi Incaic. No obstant això, diversos inques rebels, coneguts com els «Inques de Vilcabamba», es van rebel·lar contra els espanyols fins al 1572, quan va ser capturat i decapitat l'últim d'ells: Túpac Amaru I. L'imperi va estar subdividit en quatre seus: el Chinchaysuyo (Chinchay Suyu) al nord, el Collasuyo (Qulla Suyu) al sud, l'Antisuyo (Anti Suyu) a l'est i Contisuyo (Kunti Suyu) a l'oest. La capital de l'imperi va ser la ciutat de Cusco, a l'actual Perú.

## Política i administració
La capital de l'imperi fou la ciutat del Cusco. L'idioma oficial de l'imperi era el quítxua. Se sap, a més a més, que entre la noblesa es parlava el puquina com a llengua secreta, anomenada incasimi per ser l'idioma originari d'aquesta ètnia. Més tard fou considerada com la llengua dels déus per la creença que la família reial descendia directament d'ells.

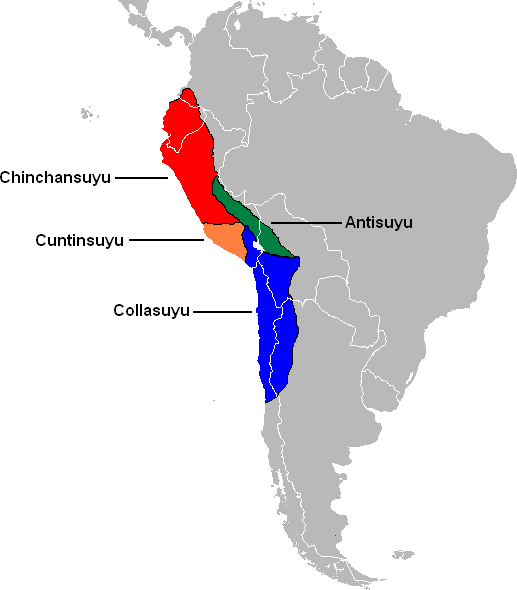
Distribució dels Suyus de l'Imperi Inca

El criteri de formació de l'Imperi Inca estava basat en la territorialitat que, en resum, consistia a unificar les quatre grans parts del món conegut en un estat federal. D'aquesta manera, l'imperi es va organitzar en quatre grans regions (suyus), que formaven en el seu conjunt el Tahuantinsuyo. Cada suyu estava a càrrec d'un suyuyuq que formava part del Consell Imperial. El conjunt dels suyus coincidien al centre del territori, on es trobava la ciutat de Cusco. Aquesta organització territorial data dels voltants del 1460, durant el govern de Pachacútec, abans de l'expansió territorial.
Els quatre grans suyus eren: 
- Dins del grup hanan ("alt") suyukuna:
  - Chinchaysuyu (NO): L'actual Equador i bona part de la costa del Perú.
  - Collasuyu (SE): més de la meitat de Xile, l'oest de l'Argentina, nord-oest de Bolívia i una part del sud-est del Perú.
- Dins del grup urin ("baix") suyukuna:
  - Antisuyu (NE): la zona nororiental, limitant amb la selva amazònica.
  - Contisuyu (SO): regió molt petita al sud del Perú (actuals Arequipa, Moquegua y Tacna).

Cada suyu, al seu torn, es subdividia en províncies (huamanis) corresponents a l'àrea de cada grup ètnic. Aquests, al seu torn, es subdividien en sayas i cada saya incloïa un nombre determinat d'ayllus o famílies.

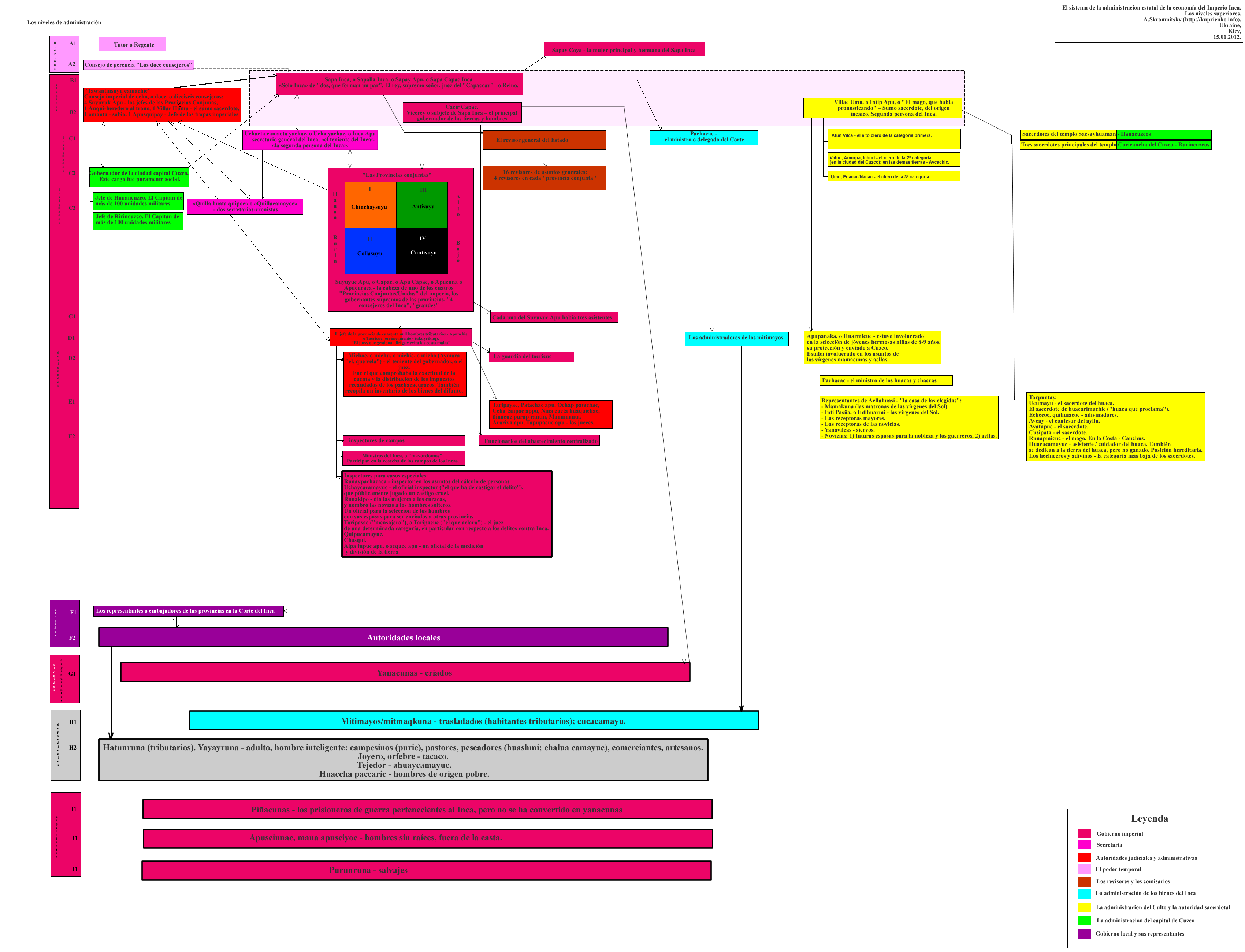
Estructura del sistema de govern de l'Imperi Inca (Economia)

El tipus de govern era monàrquic teocràtic, amb l'emperador o Inca ocupant la posició suprema. A aquests governants, a qui se'ls atribuïa un origen diví, se'ls sol associar els títols d'Apu (Apu Inca) i Sapa (Sapa Inca): "Diví Inca" i "Inca Únic", respectivament. En situació ideal, per sota de l'inca es trobava el consell, format per vuit persones:
- Suyuyuq: els governadors dels suyos. Eren quatre en total.
- Auqui: el príncep hereu. La tradició de l'auqui fou instaurada per Pachacútec Inca Yupanqui.
- Huillaq Uma: el suprem sacerdot.
- Un dels amautas: noble destacat.
- Apusquipay: general dels exèrcits.
- cabojoc:coronel

## Història

### Inicis i primera expansió

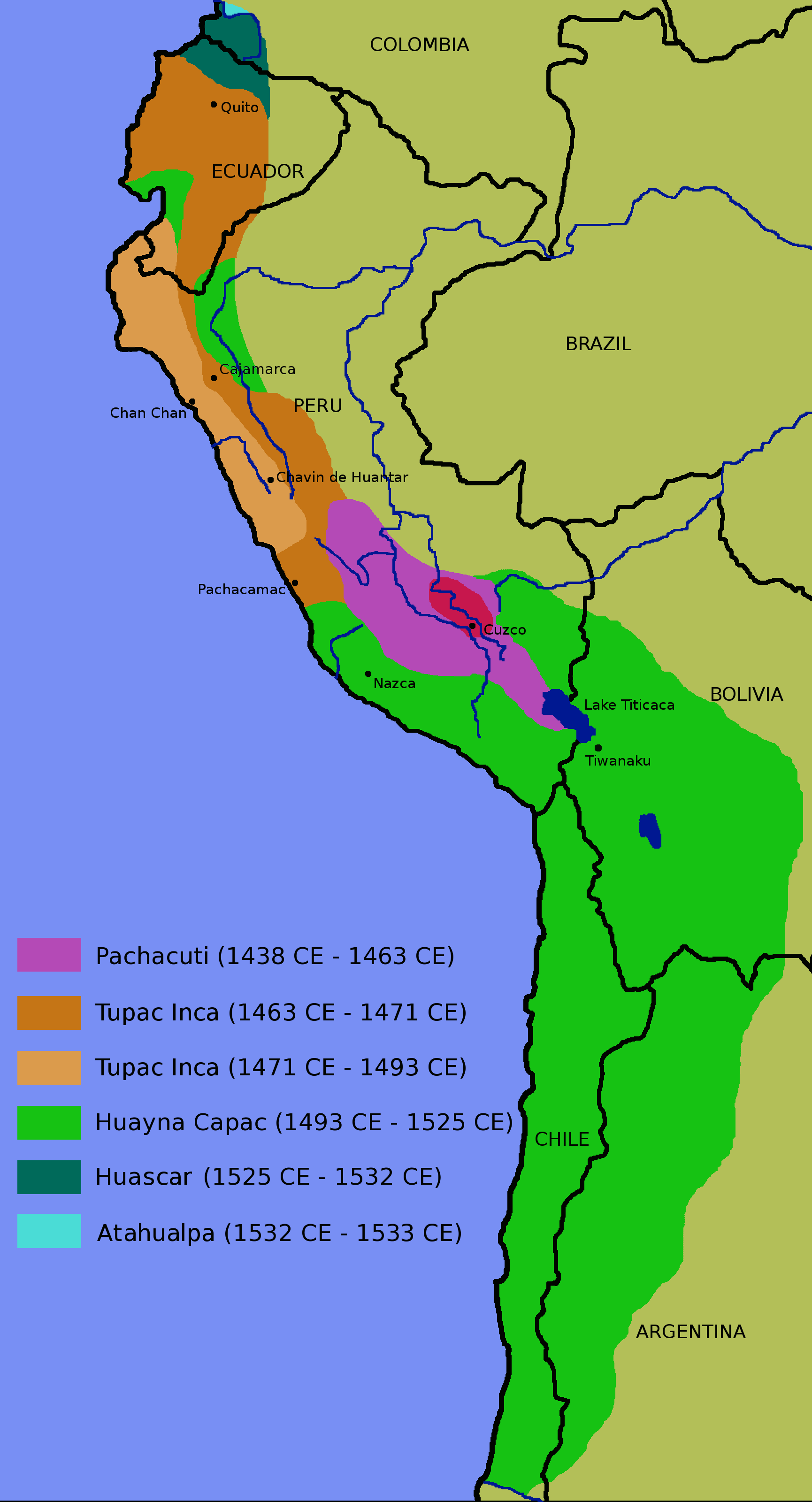
Expansió de l'Imperi Inca.

Segons el mite de tradició oral, Manco Cápac i Mama Ocllo van sortir del llac Titicaca com una parella divina i es van dirigir al nord en l'afany de trobar la vall "escollida". En arribar al turó Wanakawri (o Huanacaure), a prop del que després seria Cusco, el bastó màgic que posseïa el primer Inca es va enfonsar a terra. Era el senyal esperat, allà fundarien el seu poble. Amb aquesta parella d'herois civilitzadors va arribar l'ordre, la cultura i les arts, i era el mateix Sol el que infonia calor i poder als seus fills.
Deixant de banda aquest mite fundador (que conviu amb d'altres, com el dels germans Ayar), poc és el que se sap del cert sobre els orígens del poble inca o quítxua; històricament la seva aparició es pot situar cap al segle xiii. La zona del Cusco estava habitada per diversos grups ètnics. Aquesta informació ha estat recolzada pels treballs arqueològics que han demostrat l'existència d'una llarga ocupació humana. El cronista Sarmiento de Gamboa, esmenta els guallas, els sahuassiray, els antasayas, els alcavizas, els copalimaytas, els culunchimas, els poques i els lares, com els grups humans que habitaven la vall del Cusco abans dels inques. En qualsevol cas sembla clar que la vall del Cusco estava habitada per diversos pobles i cap al segle xiv els inques havien començat a adquirir un cert predomini a la zona.

### La guerra civil i la conquesta espanyola
El 1527 morí Huayna Cápac. Sembla que la seva última voluntat fou dividir l'imperi en dos: la part principal seria per al seu primogènit Huàscar i l'altra part, amb els territoris de l'antiga confederació quitu, seria per a Atahualpa. Huàscar exigí a Atahualpa la renúncia als territoris del nord i mobilitzà els seus exèrcits, que penetraren en el territori cañari i s'encaminaren cap a Quito. Les tropes d'Atahualpa se'ls enfrontaren i s'inicià una llarga i esgotadora confrontació, amb diverses batalles de resultat incert. Finalment les tropes d'Atahualpa aconseguiren superar les de Huàscar i dirigir-se sense oposició cap al Cusco, on entraren poc després, proclamaren inca a Atahualpa i es lliuraren al saqueig. Sabudes les noves de la victòria, Atahualpa sortí de Quito per dirigir-se a Cusco; en el camí s'aturà a descansar a Cajamarca, on li arribaren les notícies del desembarcament de Francisco Pizarro.
La guerra entre els dos germans tingué gravíssimes conseqüències per a l'Imperi Inca, i més si considerem que es produeix en el mateix moment que la primera expedició espanyola desembarcava a les seves costes. El conflicte provocà despoblacions massives i matances considerables. La divisió regnant dins de l'imperi (l'aristocràcia cusquenya mai va acceptar Atahualpa) serà hàbilment aprofitada per Pizarro, que s'oferirà com a alliberador dels partidaris de Huàscar enfront de l'usurpador Atahualpa.
Sembla que des del moment del desembarcament de Pizarro a Tumbes, aquest fou informat de la guerra civil tot just acabada i intercambià missatges amb Atahualpa. Una vegada arribats a Cajamarca, el novembre de 1532, Atahualpa els allotjà i els concedí audiència. El que sembla cert és que el capellà de Pizarro, fra Vicente Valverde, el comminà a reconèixer la religió catòlica, a permetre l'evangelització dels seus súbdits i a retre homenatge al rei Carles I, que els havia atorgat drets sobre aquelles terres. El discurs, traduït per un local que acompanyà l'expedició, indignà l'inca, que sembla que llençà a terra la Bíblia oferta per Valverde. Pizarro, interpretant el gest com una amenaça directa ordenà als seus homes, ocults no gaire lluny, un assalt desesperat. Aquests capturaren a Atahualpa i els seus nobles i es llençaren a una matança indiscriminada durant tota la nit. Malgrat el rescat ofert pels inques, Atahualpa fou executat al garrot el 26 de juliol de 1533.
A continuació Pizarro es dirigí ràpidament cap al Cusco, que caigué definitivament en poder espanyol el 1536. Els espanyols, incapaços materialment de controlar l'imperi per ells sols, mantingueren en el tron a un inca titella, que inicialment fou Manco Yupanqui, però que aviat es revoltà contra la situació. Una part de la noblesa inca es retirà a la vall de Vilcabamba, on romangué durant una trentena d'anys fent incursions contra els espanyols. L'agost de 1572, l'últim dels inques, Túpac Amaru, fou capturat i executat el 22 de setembre. L'Imperi Inca arribava oficialment a la seva fi.

#### Govern de Manco Cápac

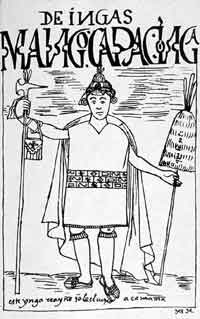
El 1r sapa inca: Manco Cápac.

#### Govern de Pachacútec

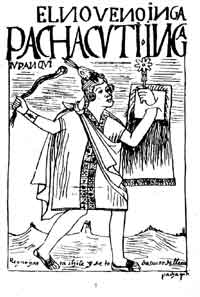
El 9è sapa inca

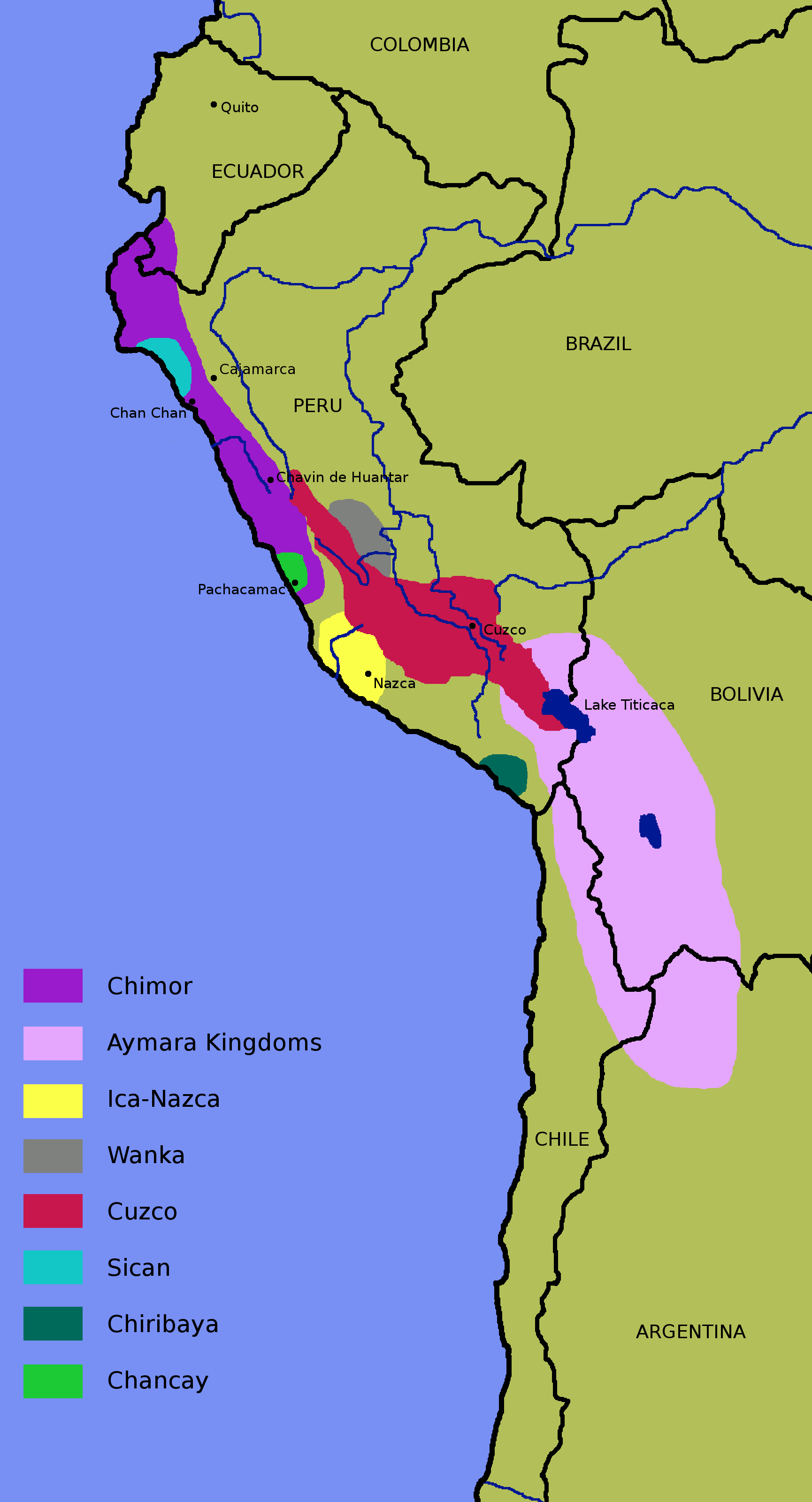
Territoris conquerits per Pachacútec

#### Govern de Túpac Yupanqui

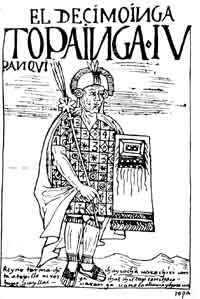
El 10è sapa inca

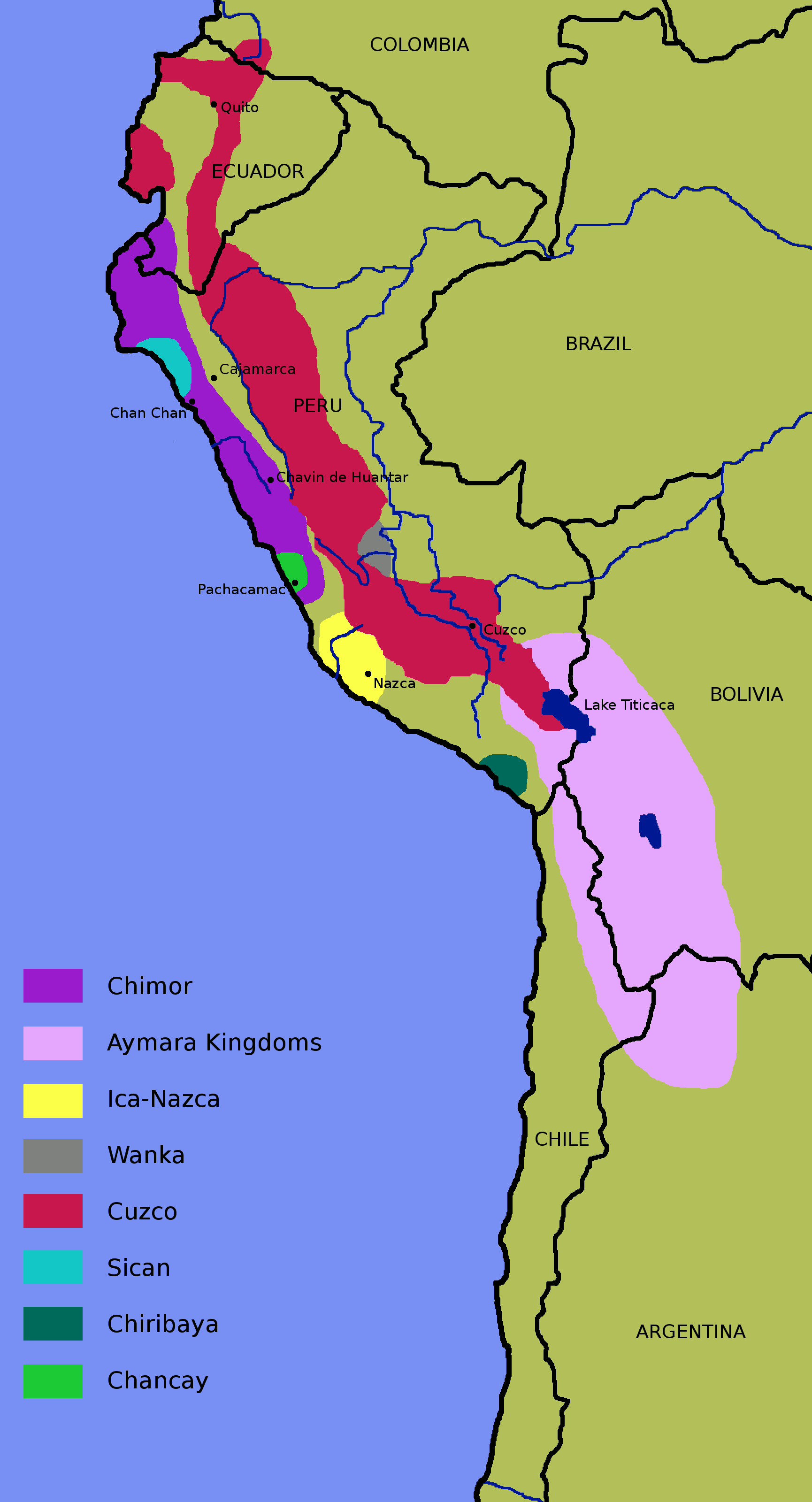
Territoris conquerits per Túpac Yupanqui.

#### Govern de Huayna Cápac

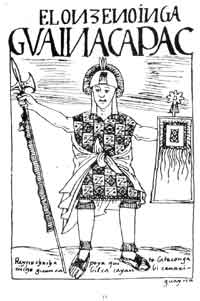
L'11è sapa inca

#### Govern d'Atahualpa

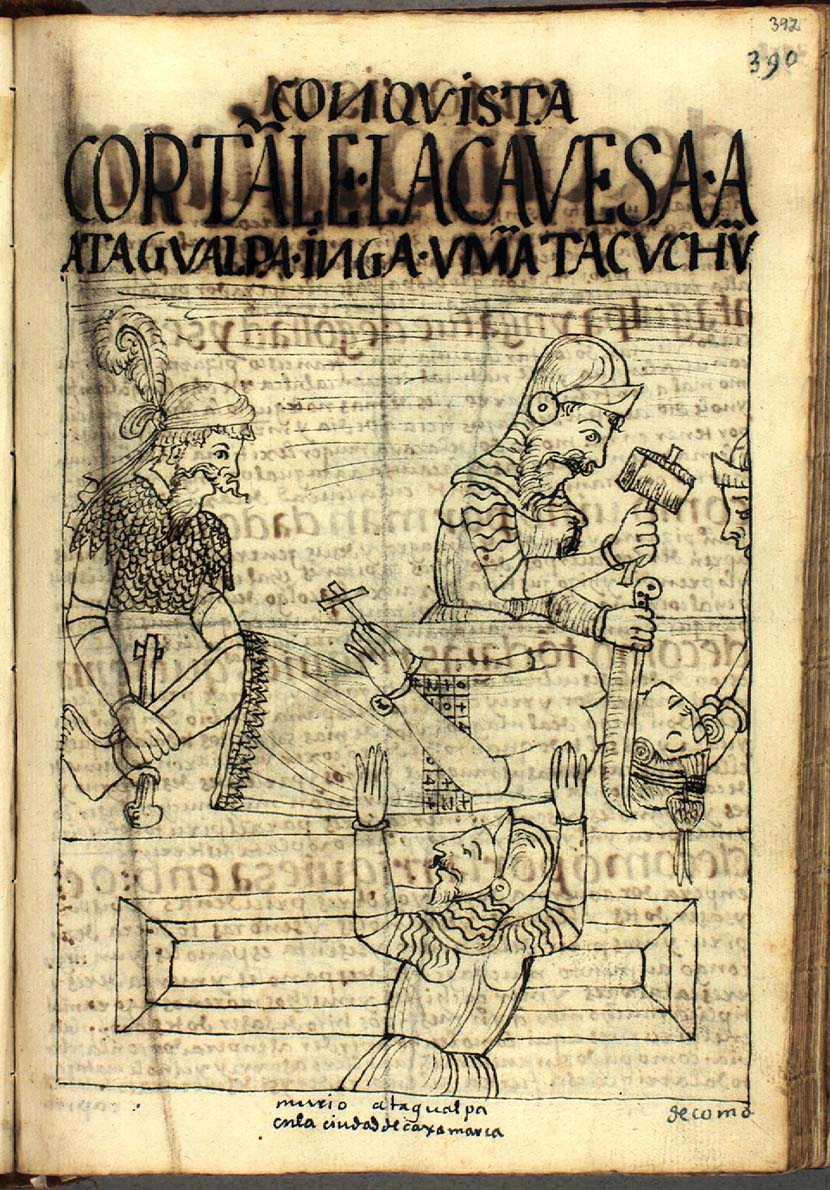
El 13è sapa inca